# Бат (Іллінойс)
Бат (англ. Bath) — селище (англ. village) в США, в окрузі Мейсон штату Іллінойс. Населення — 279 осіб (2020).

## Географія
Бат розташований за координатами 40°11′24″ пн. ш. 90°8′33″ зх. д. / 40.19000° пн. ш. 90.14250° зх. д. (40.189972, -90.142448).  За даними Бюро перепису населення США в 2010 році селище мало площу 0,95 км², з яких 0,94 км² — суходіл та 0,00 км² — водойми.

## Демографія
Згідно з переписом 2010 року, у селищі мешкали 333 особи в 139 домогосподарствах у складі 83 родин. Густота населення становила 352 особи/км².  Було 161 помешкання (170/км²).
Расовий склад населення:
| - 100,0 % — білих |

До двох чи більше рас належало 0,0 %. Частка іспаномовних становила 0,6 % від усіх жителів.
За віковим діапазоном населення розподілялося таким чином: 25,5 % — особи молодші 18 років, 58,3 % — особи у віці 18—64 років, 16,2 % — особи у віці 65 років та старші. Медіана віку мешканця становила 40,5 року. На 100 осіб жіночої статі у селищі припадало 95,9 чоловіків;  на 100 жінок у віці від 18 років та старших — 100,0 чоловіків також старших 18 років.
Середній дохід на одне домашнє господарство  становив 46 635 доларів США (медіана — 33 750), а середній дохід на одну сім'ю — 65 125 доларів (медіана — 61 250). За межею бідності перебувало 16,1 % осіб, у тому числі 15,8 % дітей у віці до 18 років та 8,8 % осіб у віці 65 років та старших.
Цивільне працевлаштоване населення становило 95 осіб. Основні галузі зайнятості: освіта, охорона здоров'я та соціальна допомога — 31,6 %, роздрібна торгівля — 17,9 %, будівництво — 11,6 %, публічна адміністрація — 10,5 %.